# Bathmocercus
Bathmocercus je rod u porodici ptica Cisticolidae.

## Vanjske poveznice
- Bathmocercus

## Ostali projekti
|  | Wikivrste imaju podatke o taksonu Bathmocercus |